# Гамбург-Фармзен-Берне
Фармзен-Берне (нім. Farmsen-Berne) — частина району Вандсбек вільного та ганзейського міста Гамбург. Фармзен-Берн межує з Фольксдорфом на півночі, Ральштедом на сході, Тонндорфом на півдні, Вандсбеком на південному заході, Брамфельдом на заході та Заселем на північному заході.

## Історія
Міста Фармзен і Берне вперше згадуються в 1296 році. Вони належали до так званих гамбурзьких лісових сел (нім. Walddörfer).